# Lijst van pokertermen
Hieronder volgt een lijst van algemeen bekende pokerterminologie:

## #
- 3-bet: De eerste re-raise na een raise. Elke volgende raise wordt een 4-bet, 5-bet, 6-bet etcetera genoemd.
- 6-max: Een pokertafel met maximaal zes spelers. Wordt ook wel 6-handed genoemd.

## A
- AA - Een paar azen in de hand, de beste hand in Texas Hold'em. Ook bekend onder: American Airlines, Pocket Rockets, Bullets.
- Add-on - In sommige pokertoernooien mag men tijdens de pauze naast de eigen stapel chips, een eenmalige extra aanvulling kopen, een zogenaamde add-on. Niet te verwarren met re-buy.
- Aggressive (of agressief) - Een manier van spelen waarbij de speler zijn handen hard speelt: hij zet in en verhoogt. Dit zegt niets over de sterkte van zijn handen. Tegenovergestelde van passive.
- Aggressor - De speler die de laatste bet of raise heeft gemaakt.
- AK - Aas-Koning in de hand. Ook bekend onder: Big Slick, Anna Koernikova.
- Ante - Verplichte blinde inzet voor alle meedoende spelers voordat zij kaarten ontvangen hebben. Wordt veel gebruikt in de eindstadia van pokertoernooien om de pot te spekken en de stacks onder druk te zetten. Zie ook blind.
- All-in - Alle chips van een speler gaan in de pot. Een all-in kan een bet, call of een raise zijn.

## B
- Backdoor - Zie runner.
- Bad beat - Een speler heeft een situatie verloren waarin hij veruit favoriet was om te winnen.
- Bankroll - Het totale budget dat een speler beschikbaar heeft voor het spelen van poker.
- Bankroll management - Het beheren van de bankroll, het kiezen van de juiste games en stakes om te voorkomen dat een speler te snel broke gaat.
- Battle of the blinds - Als iedereen gefold heeft naar de small blind en big blind en deze twee spelers als enigen de hand gaan spelen.
- BB - Aantal big blinds, maat om aan te geven hoe groot de bet of raise is. Zie big blind.
- Bellybuster - Een inside straight draw
- Bet - Inzetten, verhogen. De eerste inzet is een bet, een latere verhoging heet een raise.
- Bet the pot - Een inzet maken die even groot is als de pot op dat moment. Ook wel pot bet genoemd.
- Big blind (grote blind, grote blinde inzet) - Blinde inzet ter waarde van 1 minimum inzet, die een speler verplicht moet inzetten voordat hij kaarten ontvangen heeft. Samen met de small blind start dit de biedronde. Zie ook small blind.
- Big Slick - een Hold'em-hand A-K.
- Bijkaart - Zie kicker.
- Blank - Een kaart die jouw hand niet verbetert, of andermans hand niet helpt, een ongevaarlijke kaart.
- Blind - Verplichte blinde inzet in sommige typen pokerspelen. Zie ook big blind, small blind en ante.
- Bluffen - Mensen de indruk geven andere kaarten (betere of slechtere) te hebben dan men in werkelijkheid heeft, om de tegenstander(s) te laten folden, met als bedoeling de inzetten te winnen.
- Board - De openliggende gemeenschapskaarten op tafel. 'Play the board', de speler gebruikt alle gemeenschapskaarten om zijn sterkste hand te maken.
- Boat - Full house.
- Bottom pair - Een paar met de laagste kaart op de board. Bijvoorbeeld een 3-6-A op tafel en K-3 in de hand hebben.
- Bounty - Een geldbonus voor het elimineren van bepaalde spelers in een pokertoernooi.
- Brick - Blank.
- Broadway - De hoogste straat mogelijk: A-K-Q-J-10. Zie ook wheel.
- Broke - Blut gaat, het verliezen van de totale bankroll.
- Bubble - De laatste onbetaalde plek in een pokertoernooi. Alle hogere plekken vallen in de prijzen.
- Bubble boy - De persoon die op de bubble het toernooi heeft moeten verlaten, de laatste persoon zonder prijzengeld.
- Bullets - een Hold'em-hand A-A.
- Burn(card) - De bovenste kaart van het dicht deck die 'verbrand' (blind weggelegd) wordt voor het draaien elke ronde gemeenschapskaarten. Dit voorkomt dat gemerkte kaarten zichtbaar zijn voordat ze op tafel komen.
- Busted - Een draw die niet is gevallen omdat er een kaart te weinig kwam. Een busted straight bijvoorbeeld.
- Button - Zie dealerbutton.
- Button game - Pokerspel waarbij er geen vaste dealer is, maar een button aangeeft wie de deler is.
- Buy-in - De hoeveelheid geld die men moet inleggen om aan een toernooi mee te kunnen doen, of de hoeveelheid geld die men aan chips kan kopen in een cash game.

## C
- Call - Mee gaan en de gevraagde inzet betalen, evenveel chips in de pot doen als vereist.
- Calling station - Een zwakke, passieve speler die veel callt maar niet raiset.
- Cap - Het maximaal aantal raises dat gedaan mag worden. Dit is meestal een regel in limit poker spellen, niet in No limit.
- Card room - Plek waar je poker spelen kunt, hetzij in een gebouw, hetzij op een internet card room. Kort: Room.
- Card protector - Een chip of een kleine mascotte die een speler op zijn kaarten kan leggen om te voorkomen dat ze per ongeluk in de muck belanden.
- Cashgame - Pokerspel waar de chips een geldwaarde vertegenwoordigen, in tegenstelling tot een pokertoernooi waar dit niet het geval is.
- Check - Niets doen, je beurt voorbij laten gaan en afwachten wat de spelers achter je doen, alleen mogelijk zonder aanwezige bets.
- Checkraise - Eerst checken en daarna eventuele bets verhogen.
- Chips - Poker fiches.
- Chipleader - De persoon met de meeste chips in een pokertoernooi. In een cash-game heeft men het over de persoon met de grootste stack.
- Chip rack - Een plastic houder waarin chips kunnen worden bewaard.
- Chip tricks - Trucjes doen met chips.
- Coinflip - Pre-flop all-in situatie waarbij twee spelers allebei bijna 50% kans hebben om te winnen. Dit komt meestal voor als één speler een paar heeft en de ander twee hoger kaarten (overcards). Ook race genoemd.
- Cold call - Een bet en één of meer verhogingen' in één keer callen.
- Cold deck - Het deck is 'gestoken'. Uitdrukking die een speler maakt als hij een goede hand verliest omdat er precies de verkeerde kaarten vallen, of tegen een speler met een nog betere hand zit. 'I've been cold decked'.
- Committed - Zie Pot committed
- Community card (poker) - Zie Gemeenschapskaart poker.
- Connector - Een Hold'em hand met twee aansluitende kaarten. Men heeft hiermee kans op een straight. Zie ook suited connector.
- Cooler - Wanneer een sterke hand verliest van een nog sterke hand. Bijvoorbeeld KK vs. AA.
- Counterfeited - In gemeenschapskaartpoker, als de hand van een speler weinig meer waard is doordat er betere kaarten op tafel vallen. Bijvoorbeeld: hand 7-7, board: Q-Q-J-J. Het paar zevens is nu counterfeited (vervalst).
- Cowboys - een Hold'em-hand K-K.
- Cut card - Ondoorzichtige kaart zonder waarde, gebruikt om de onderkant van het deck af te schermen tijdens het delen.
- Cut-off: de positie rechts van de Dealer Button.

## D
- Dark, in the dark - Een actie doen zonder dat je je eigen blinde kaarten gezien hebt. 'Ik call in de dark'.
- Dealer - De vaste (betaalde) deler in het casino of elders. In een button game de speler met de dealerbutton
- Dealerbutton - Rond, meestal wit schijfje dat in een button game aangeeft wie deze hand de deler is.
- Dealerfout (Dealer error) - De deler maakt bij het delen van de handkaarten of gemeenschapskaarten een fout
- Deck - Een stok kaarten.
- Deuce - Casino term voor 'two' (twee, 2).
- Dog - Zie underdog.
- Dominated - Als een hand van een speler weinig kans heeft omdat iemand anders eenzelfde hand heeft met een betere kicker.
- Double bellybuster - Dubbele inside straight draw
- Double gutshot - Dubbele inside straight draw
- Draw - Op een draw zitten, kaarten nodig hebben om de hand te verbeteren. Zie flush draw en straight draw.
- Drawing dead - Een speler heeft geen kans meer om de hand te winnen, zelfs al zou zijn hand nog verbeteren.
- Drawing hand - Een hand met een straightdraw en/of flushdraw als mogelijkheden.
- Dubbele inside straight draw - Een inside straight draw waarbij men met twee kaarten de straight kan maken. Bijvoorbeeld als men 10-8-7-6-4 heeft, brengt elke 9 een straat en elke 5. Men heeft nu evenveel kans als een Open-ended straight draw.
- Ducks - pocket tweeën, 2/2 om mee te beginnen.

## E
- Edge - Een 'edge' hebben betekent beter zijn dan een andere speler of spelers.
- Etiquette - Geheel van ongeschreven regels die het poker spel in goede banen laat lopen, zodat er geen geschillen ontstaan over geldzaken.
- EV - Expected Value. In poker refereert dit aan de winstgevendheid op lange termijn.

## F
- Family pot (Family flop) - Als alle spelers gecalld hebben en meedoen met de hand.
- Favorite (favoriet) - Situatie waarin een speler volgens de kansrekening de meeste kans heeft om de hand te winnen. Tegenovergestelde van underdog.
- Ferket - Een paar vieren, genoemd naar volleybalspeler Martin Ferket met rugnummer 44.
- Five of a kind - Pokerhand die alleen mogelijk is als gebruik wordt gemaakt van meerdere decks of een joker. De hand bestaat uit 5 kaarten van dezelfde waarde, bijvoorbeeld K♠ K♥ K♦ K♣Joker. De five of a kind verslaat de Royal Flush.
- Fish - Slechte speler, verliezende speler. Zie shark.
- Flatten - Zie call.
- Flop - De eerste 3 gemeenschapskaarten op tafel in Hold'em. Ook als werkwoord: 'Ik flop een straat' (ik krijg een straat op de flop).
- Flush - Pokerhand bestaande uit vijf willekeurige kaarten van dezelfde soort, bijvoorbeeld Q♠ J♠ 8♠ 6♠ 3♠: een schoppenflush, vrouw hoog.
- Flushdraw - Een 'drawing' hand waarbij 1 of meer kaarten nodig zijn voor een flush.
- Fold (folden) - Passen, je hand weggooien. Men verliest hierbij de kans om de pot te winnen.
- Four of a kind - Pokerhand bestaande uit vier kaarten met dezelfde waarde. Bijvoorbeeld: 5♣ 5♦ 5♥ 5♠ 9♥. Ook wel carré of quads genoemd.
- Free card (gratis kaart) - Als een of meer speler checken er niet betaald hoeft te worden om een volgende kaart te zien.
- Freeroll - Een pokertoernooi zonder buy-in, meestal als reclame.
- Freeze-out - Een vorm van pokertoernooi waarbij men zich maar één keer kan inkopen, zonder de kans op een re-buy of add-on. De meest voorkomende vorm van toernooien.
- Full boat - Full house.
- Full house - Pokerhand bestaande uit drie kaarten van dezelfde waarde, gecombineerd met twee kaarten van een andere dezelfde waarde. Bijvoorbeeld:  8♣ 8♦ 8♠ K♥ K♠. Ook wel boat of full boat genoemd.
- Full ring - Een pokertafel met negen of tien spelers.

## G
- Gemeenschapskaart poker - Poker spel waarbij iedereen naast eigen kaarten, ook gebruik kan maken van een of meer openliggende algemene kaarten.
- Gemerkte kaart - Een kaart die gemerkt is, door een beschadiging, pennestreek of anderszins, zodat men aan de achterkant kan zien welke waarde de kaart vertegenwoordigt. Zie burn.
- Going South - Je 'gaat naar het zuiden' als je in een cashgame een deel van je chips van de tafel neemt, zodat je deze niet meer kunt verliezen. Dit is verboden aangezien de andere spelers nu hun geld niet de mogelijkheid krijgen deze terug te winnen.
- Gutshot (straight draw) - Een inside straight draw.

## H
- Heads-up - Als (nog maar) twee pokerspelers aan tafel zitten te spelen.
- Hero call - Callen met een relatief zwakke hand als de speler vermoedt dat de tegenstander aan het bluffen is.
- High (card) - Zie hoog.
- Hit - Als een van de outs van een speler valt en hij zijn hand verbetert.
- Hold'em - Term voor 'Hold'em' poker spellen, zoals Texas Hold'em en Omaha Hold'em, hoewel meestal alleen Texas Hold 'em bedoeld wordt.
- Hole (in the hole): zie pocket cards
- Hollywood - Een Hollywood doen of uitvoeren betekent het acteren op zo'n manier dat de speler de sterkte of zwakte van zijn hand maskeert. De speler geeft valse tells af.
- Hoog - Een pokerhand zonder zelfs een paar wordt in sterkte berekend door de hoogste kaart die een speler heeft, in het geval van een koning is dat 'koning hoog'. Een straight, een flush of straight flush worden ook op die manier in sterkte berekend in het geval dat de tegenstander ook eenzelfde hand heeft. 'Ik heb een flush, vrouw hoog'. Ook bekend als high of high card.

## I
- Inside straight draw - Een straight draw waarbij maar één kaartwaarde de straight brengt. Bijvoorbeeld als men 6-7-8-10 heeft, brengt alleen een 9 een straight. Men heeft dan vier negens in het deck om de straight te krijgen. Zie ook Open-ended straight draw en Dubbele inside straight draw.
- In the money (ITM) - Vanaf een bepaalde positie in de rangschikking van een pokertoernooi ontvang je een prijs. Je bent in the money.

## J
- JJ - Een paar boeren in de hand. Ook bekend als: Fishhooks (vishaken), hooks.
- Joker - Een joker is een kaart die als alle kaarten kan fungeren. Indien afgesproken, kunnen ook normale kaarten als joker fungeren. Zie ook Wild (card).

## K
- Kicker - Bijkaart, die als twee of meer spelers dezelfde pokerhand hebben telt als beslissende factor. Bijvoorbeeld, een paar vrouwen met een 10 als kicker.
- KK - Een paar koningen in de hand, na AA de best mogelijke hand in Texas Hold'em. Ook bekend als: Cowboys.

## L
- Laydown - Een (moeilijke) fold van een hand. 'Goede laydown'.
- Limit (limiet) poker - Een pokerspel waarbij de inzetstructuur vast ligt, bets en raises hebben een afgesproken waarde. Vaak wordt ook een cap gebruikt in sommige of alle inzetronden bij limit poker.
- Limp (limpen) - Het preflop callen van de big blind.
- Live hand - Een geldige hand die meedoet in het spel en nog steeds kan winnen.
- Live cards - Kaarten in de hand van een speler, die als ze komen op tafel de hand winnend maken.
- Loose - Speelstijl waarbij een speler 'los' speelt, hij speelt veel handen, waaronder minder sterke handen. Tegenovergestelde van tight.

## M
- Made hand - Een hand die geen verbetering nodig heeft om te kunnen winnen. Tegenovergestelde van drawing hand.
- Main pot - Het eerste deel van de pot, afgepast op het bedrag dat de all-in speler kan winnen met de kleinste stapel. Het restant dat all-in speler niet kan betalen, plus alle toekomstige inzetten van de resterende spelers met chips komen in de side-pot(ten). Zie ook sidepot.
- Middle-pair - Een paar met de middelste kaart op de flop. Ook second pair genoemd.
- Misdeal - Zie dealerfout.
- Monster - Een bijna onverslaanbare hand.
- Muck - De stapel weggegooide kaarten (gefolde kaarten en burnkaarten). Ook als werkwoord: ik muck = ik fold.
- Multi tablen - Het spelen van poker op meerdere (online) tafels.
- MTT (Multi Table Tournament) - Zie pokertoernooi.

## N
- Nit - Een speler die zeer tight speelt, weinig risico's durft te nemen tijdens het spel.
- No limit - No limit poker is poker waarbij geen limiet aan de hoogte van inzetten of verhogingen is gesteld. Op elk moment kan een speler al zijn chips als inzet gebruiken (all-in). No Limit Hold'em is de bekendste vorm van No limit poker.
- No limit hold'em - No limit Texas Hold'em, Texas Hold'em zonder inzetlimiet.
- Nosebleed - Nosebleeds zijn de allerhoogste stakes op de cashgame-tafels. Meestal vanaf een inzet van €/$ 200/400.
- Nuts, de - De nuts is de best mogelijke pokerhand gegeven de gemeenschapskaarten op tafel.

## O
- Off-suit - Van verschillende soort. Tegenovergestelde van suited.
- Omaha High - Omaha Hold'em waarbij alleen de hoogste hand de pot kan winnen.
- Omaha (Hold'em) - Poker spel waarbij men 4 handkaarten krijgt alsmede 5 gemeenschapskaarten. Van de 4 handkaarten moeten er precies twee gebruikt worden. Zie ook Omaha High
- One pair - zie Paar.
- Open(en) - Als eerste een bet doen.
- Open-ended straight draw - Een draw waarbij men aan twee kanten de straat kan krijgen, bijvoorbeeld als men 6-7-8-9 al heeft, geeft elke 5 en elke 10 een straight. Dat zijn in totaal acht kaarten in het deck: vier 5'en en vier 10'en. Zie ook Inside straight draw.
- Orbit - Een orbit is een volledige ronde waarbij iedereen een keer de dealer, small blind en big blind is geweest.
- Outs - Kaarten die de hand van de speler verbeteren, meestal tot een winnende hand. Ook wins genoemd.
- Overbet - Een (te) grote bet maken in verhouding tot de grootte van de pot.
- Overcard - Een kaart hoger dan de hoogste gemeenschapskaart op tafel.
- Overpair - Een paar hoger de hoogste gemeenschapskaart op tafel.
- Over the top - Het raisen van een bet of re-raisen van een raise.
- Overplay (overspelen) - De hand te hard spelen en meestal daarna verliezen.

## P
- Paar - Pokerhand bestaande uit twee kaarten van dezelfde waarde. Bijvoorbeeld: 9♥ 9♠ A♣ J♠ 4♥
- Passen - Zie folden.
- Passive - Passief. De speler speelt de handen niet hard: hij/zij callt veel, verhoogt weinig. Tegenovergestelde van aggressive.
- PartyPoker - Een bekende grote online card room.
- Pip - kleine tweede kaart (kicker) die geen relevantie maakt voor het bord.
- Pocket cards - Blinde kaarten die een speler in de hand heeft en alleen zelf kan gebruiken. Ook wel Pocket kaarten, in de pocket, hole cards, in the hole. Tegenovergestelde van gemeenschapskaarten.
- Pocket pair - Wanneer een speler twee kaarten heeft van dezelfde waarde. Bijvoorbeeld pocket azen, pocket vrouwen.
- Poker - Zie Five of a kind.
- Pokerface - Een emotieloos gezicht om de tegenstanders geen aanwijzingen te geven over de kaarten en speelwijze (vergelijk tell).
- Pokerhand - De beste combinatie van vijf kaarten die een speler kan maken met zijn pocket kaarten en eventuele gemeenschapskaarten. Zie: Pokerhanden.
- Pokersite - Een website of applicatie waarmee online poker kan worden gespeeld.
- PokerStars - De grootste online pokersite.
- Pokertoernooi - Vorm van poker waarbij spelers zich voor een bepaald bedrag inkopen (buy-in) en hiervoor een vast aantal toernooipunten in chips ontvangt. Men wordt verdeeld over meerdere tafels en door eliminatie wordt het deelnemersveld steeds kleiner. Door steeds hoger wordende blinds en antes neemt de druk om te spelen bij alle spelers toe. In de prijzen valt men als men bij de laatste 10-15% van het aantal spelers is gekomen. De uitbetalings structuur is 'top heavy', wat wil zeggen dat de spelers die het hoogst eindigen een relatief groot percentage van het prijzengeld winnen. Zie ook cash game.
- Positie - Positie in poker verwijst naar de volgorde waarin spelers aan tafel zitten en de bijbehorende implicaties voor de pokerstrategie.
- Pot - Het totaal aan geld of fiches dat is ingezet door de spelers. Ook in 'ik raise de pot': ik raise met de grootte van de pot.
- Pot-committed - De pot is zo groot in verhouding met de resterende chips dat men wel haast moet meegaan in de hand.
- Pot-limit - Inzetstructuur van bepaalde pokerspellen. Het inzetmaximum wordt bepaald aan de hand van de grootte van de pot. De blinde inzetten initiëren het spel, daarna moet de eerstvolgende verhoging minimaal de grote blinde inzetten als verhoging en maximaal de pot. Zie ook limit, no limit, spread limit.
- Premium hand - Top handen: AA, KK, QQ, JJ, AK, soms ook TT.
- Protectie - Wanneer iemand met een sterke maar kwetsbare hand een relatief grote bet maakt. Dit dwingt tegenstanders om ofwel de hand te folden of te callen tegen ongunstige odds.
- Push - Zie all-in.

## Q
- QQ - Een paar vrouwen in de hand, na AA en KK de best mogelijke hand in Texas Hold'em. Ook bekend als: Ladies.
- Quads - zie four of a kind

## R
- Rabbit hunten - Nadat de hand is afgelopen, kaarten van het deck omdraaien om te kijken wat er gevallen zou zijn. Meestal verboden in casino's.
- Race - Zie coinflip.
- Rack - Zie chip rack.
- Rake - De commissie die de organisator van een cashgame ontvangt.
- Rainbow (regenboog) - Een flop met 3 kaarten van verschillende soorten. De kans op een mogelijke flush is hierbij klein.
- Rail - De rail verwijst naar de plek waar toeschouwers kunnen kijken naar het pokerspel.
- Railbird - Een toeschouwer.
- Raise - De laatst gedane inzet verhogen. Een raise moet qua grootte minimaal de laatste verhoging bedragen.
- Redraw - Een made hand die nog een draw heeft om te verbeteren.
- Rebuy - Het opnieuw inkopen in een pokertoernooi. Zie ook Re-load en add-on.
- Re-entry -
- Re-load - Het opnieuw inkopen in een cashgame.
- Re-raise - De laatste raise opnieuw verhogen.
- Read - Een aanwijzing hebben over de handsterkte van een speler door een tell. Zie Tell.
- Represent (representeren) - Een hand zo spelen alsof het lijkt dat je een specifieke hand hebt. Zie ook bluf.
- Ring game - Zie cashgame.
- River - De laatste (vijfde) community card in een Hold'em spel. Ook als werkwoord: Ik heb een straat geriverd (een straat gehaald) of ik ben geriverd (ik heb verloren op de river).
- Riverboat - De raderboten op de Mississippi waar vroeger gepokerd mocht worden.
- Room - Zie card room.
- Royal flush (Royal straight flush) - De hoogst mogelijke pokerhand in een 1-decks spel. Vijf opeenvolgende kaarten van dezelfde soort, met de aas als hoogste kaart. Bijvoorbeeld: A♠ K♠ Q♠ J♠ 10♠. Ook kort: Royal.
- Runner (of runner runner) - Een speler heeft 2 perfecte kaarten nodig voor het behalen van zijn hand, bijvoorbeeld 2 harten kaarten voor een harten flush, of 2 kaarten voor een straat. Als in 'runner flush', 'runner runner straight'. Ook wel running flush, running straight of backdoor straight of flush geheten.
- Running flush - Bij een gemeenschapskaart poker spel vallen achter elkaar 2 kaarten van dezelfde soort, zodat een speler een flush haalt. Ook bekend als backdoor flush, runner runner flush.
- Running straight - Bij een gemeenschapskaart poker spel vallen achter elkaar 2 kaarten, zodat een speler een straat haalt. Ook bekend als backdoor straight, runner runner straight.

## S
- Satellite - Een kwalificatietoernooi voor een pokertoernooi.
- Scare card - Een kaart die een speler niet wil zien vallen omdat hij hierdoor mogelijk de hand verliest.
- Second nut (tweede nuts) - De op een na hoogst mogelijke pokerhand in combinatie met de gemeenschapskaarten. Zie ook nuts.
- Second pair - Zie middle pair.
- See (zien) - Call.
- Semi-bluf - Een bluf (raise of bet) met een drawing hand. De speler heeft nog niets, maar kan zijn hand verbeteren.
- Set - Three of a kind. Bij een Hold'em spel, bedoelt men met een set een three of a kind bestaande uit 2 handkaarten en 1 gemeenschapskaart. Zie ook trips.
- Setminen - het callen van pocket pairs preflop in de hoop een set te hitten op de flop.
- Shark - Professionele speler, de beste speler aan tafel.
- Shootout - Een toernooivorm waarin een speler telkens iedereen aan zijn speeltafel moet verslaan voor hij doorgaat naar een volgende tafel, waaraan hij spelers ontmoet die ook allemaal eerst hun vorige tafel volledig moesten verslaan. In een regulier toernooi worden tafels gaandeweg gelijkmatig aangevuld met nieuwe spelers naarmate anderen afvallen. In een shootout niet.
- Short stack - Een kleine stack hebben in verhouding tot de rest van de spelers. 'Aan het eind van het toernooi ben ik short stacked geraakt.
- Shove - Zie all-in.
- Showdown - Het moment na de laatste biedronde waarop de spelers de kaarten moeten laten zien om de pot te kunnen winnen.
- Side-pot - Het deel van de pot waar de inzetten in komen van de spelers die nog chips hebben. Er kunnen meerdere side-potten ontstaan tijdens een hand als er meer dan één speler all-in gaat.
- Slow play - Een zeer sterke hand rustig spelen, met de bedoeling de handsterkte te verbergen, zodat men op een later moment in de hand een grotere kans hebt dat een verhoging gecalld zal worden.
- Slowroll - Het opzettelijk vertragen van het tonen van de winnende hand bij de showdown. Wordt algemeen beschouwd als slechte etiquette.
- Small blind (kleine blind, kleine blinde inzet) - Blinde inzet ter waarde van (meestal) een halve minimum inzet. Naast de small blind is er ook een big blind. Zie blind
- Smooth call - Slechts een call met een zeer sterke hand doen.
- Snap call - Wanneer iemand een zeer snelle call maakt (meestal met een sterke hand).
- Snowmen - pocket achten, 8/8 om mee te beginnen.
- Split pot - De pot wordt gedeeld omdat een of meer spelers een zelfe handsterkte hebben na de laatste biedronde.
- Splashing the pot - De chips hard in de pot gooien. Speler kunnen nu niet controleren welke inzet is gedaan. Zie etiquette.
- Spread limit - Inzetstructuur van bepaalde pokerspellen: de maximale inzet bedraagt een aantal maal de grote inzet, waardoor deze pokervorm tussen limit en no limit komt te staan.
- Squeeze play - Een re-raise (meestal bedoeld als bluf) nadat er is geraised en één of meerdere spelers hebben gecalled.
- Stack - Je stapel chips, het aantal punten of geld dat een speler op tafel heeft staan en inzetbaar is.
- Stars - Zie PokerStars.
- Steal (stelen) - Een bet doen met een niet zo sterke hand om de pot of de blinds op te pakken.
- Steamen - Oververhit, gestresseerd geraken van spelers waardoor ze sneller domme, foute beslissingen maken zoals een zeer hoge bluf.
- Straat - Zie straight.
- Straight - Vijf opeenvolgende kaarten, bijvoorbeeld 8-9-10-J-Q.
- Straight draw - Een draw hand, waarbij men kans heeft op het krijgen van een straight.
- Straight flush - Vijf opeenvolgende kaarten van dezelfde soort, bijvoorbeeld Q♦ J♦ 10♦ 9♦ 8♦
- String bet, string raise - Chips inzetten als verhoging en dan even later nog wat chips bijzetten. Op deze manier zou men reacties van spelers kunnen aflezen en extra verhogen. Ook het aankondigen van 'ik call, en ik raise' is een string bet. Zie etiquette.
- Suck-out - Je deelt een suck-out uit als je als big underdog (zie underdog) toch nog weet te winnen, louter op geluk.
- Suited - Kaarten van dezelfde soort, bijvoorbeeld K♥ 10♥
- Suited connector - Een Hold'em hand met twee opeenvolgende kaarten van dezelfde soort. Bijvoorbeeld J♠ 10♠. Men heeft hiermee kans op zowel een straight als een flush.
- Swing - Een up- of downswing, of het de laatste tijd financieel goed of slecht gaat met de pokerspeler.

## T
- Table image - Het imago van een speler aan tafel, gevormd uit eerder gedrag van een speler. Een speler kan door roekeloos spel als loose te boek staan, of als hij voorzichtig is als tight.
- Tell - Een merkbare verandering in het gedrag of houding van een speler die een aanwijzing geeft over de pokerhand (kaarten) die de speler heeft. Bijvoorbeeld: veranderingen in lichaamshouding, bewegingen met de fiches, stemveranderingen, gezichtsuitdrukkingen. Vergelijk pokerface.
- Three of a kind -  Pokerhand bestaande uit drie kaarten van dezelfde waarde. Bijvoorbeeld: 7♣ 7♥ 7♠ K♦ 2♠. Ook wel trips of set genoemd.
- Tight - Een manier van spelen waarbij men weinig en voorzichtig speelt, men speelt alleen premium hands.
- Tilt, op tilt - Een speler die roekeloos begint te spelen, bijvoorbeeld omdat hij ontstemd is door een bad beat.
- Top kicker - De hoogste bijkaart hebben. Zie kicker.
- Top pair - Een paar met de hoogste gemeenschapskaart op tafel.
- Top set - Een three of a kind met de hoogste gemeenschapskaart op tafel.
- Tray - Zie chip rack.
- Trey - Casino term voor 'three' (drie, 3).
- Trips - Three of a kind. Bij een Hold'em spel, bedoelt men met trips een three of a kind bestaande uit 1 handkaart en 2 gemeenschapskaarten. Zie ook set.
- TT - Een paar tienen.
- Turn - De vierde gemeenschapskaart in een Hold'em spel. Ook als werkwoord: 'Ik turnde een straight', ik kreeg een straight op de turn.
- Twee paar - Pokerhand bestaande uit twee kaarten van gelijke waarde, gecombineerd met een paar kaarten van een andere gelijke waarde. Bijvoorbeeld: A♣ A♦ 8♥ 8♠ Q♠.
- Two pair - Zie Twee paar.

## U
- Underdog - De speler is volgens kansberekening niet favoriet om deze hand te winnen. Ook dog geheten. 'He's a big dog in this hand'.
- Underplay - Te weinig inzetten op een goede hand. Zie ook overplay.
- Under the gun (UTG) - De speler die als eerste moet handelen, de persoon links naast de blinds.
- Up - Twee paar: een kleiner paar naast je aangekondigde paar. 'Aces up': een paar azen met nog een kleiner paar.

## V
- Value bet - Een inzet gedaan door een speler die wil dat hij gecalled wordt (in tegenstelling tot een bluf of protectie).
- Variance (Variantie) - De mate waarin de werkelijke resultaten afwijken van de verwachtingswaarde.
- Verhogen - Zie raise.
- Vis - Zie fish.

## W
- Walk - Wanneer alle spelers folden naar de big blind.
- Whale - Een zwakke speler met een grote bankroll. Zie ook fish.
- Wheel (wiel) - De laagste straight mogelijk: A-2-3-4-5. Ook bicycle genoemd. Zie ook broadway.
- Wild (card) - Een bepaalde kaartsoort is 'wild', dat wil zeggen fungeert als joker. Bijvoorbeeld 'deuces wild', hierbij zijn alle tweeën 'wild', en kunnen gebruikt worden voor het maken van een straight of flush.
- Wins - Zie outs.

## Z
- Zetten - Zie bet.